# Hélice de colágeno
La hélice de colágeno
es un tipo de estructura secundaria que forma las unidades básicas denominadas tropocolágeno. Esta triple hélice de colágeno es ensamblada a partir de tres cadenas alfa (pre-α) helicoidales y formará la arquitectura macro-molecular que en biología molecular se denomina fibrilla de colágeno. 

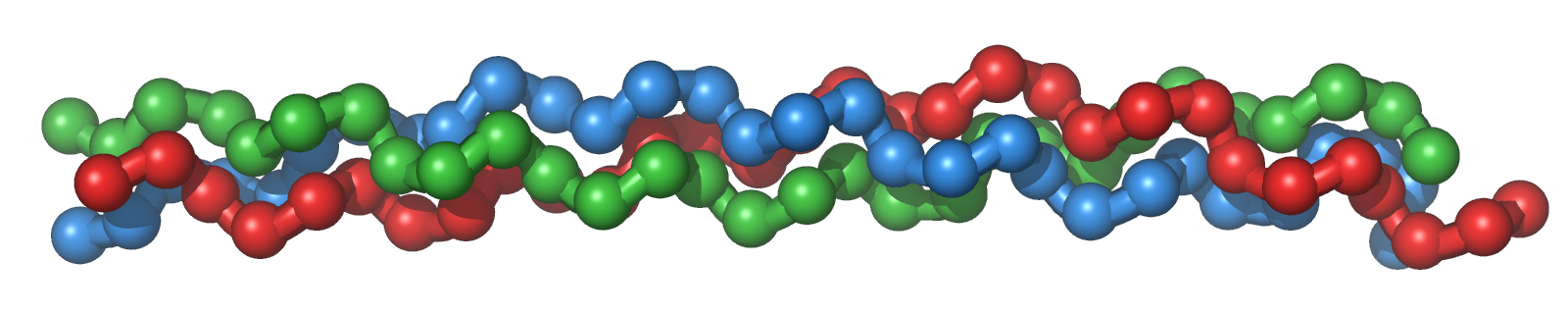
Modelo de triple hélice del colágeno. Las tres cadenas alfa (pre-α) pueden ser diferentes o iguales según el tipo de colágeno.

La cadena alfa helicoidal no es estirable a lo largo de su eje longitudinal, lo que le proporciona una gran resistencia a la tracción para soportar todas las cargas mecánicas y tensiones fisiológicas. 

## Características
La triple hélice de colágeno (alfa, α o A), es el objeto de extensas modificaciones postraduccionales (PTM), como son: la hidroxilación, la glicosilación y la fosforilación, agregando así a su código de aminoácidos (aa), una capa secundaria de información.
 Las modificaciones adicionales del colágeno están mediadas por enzimas extracelulares específicas para la reticulación, y otras quinasas extracelulares para la fosforilación.
La cadena alfa no es estirable a lo largo de su eje longitudinal, lo que le proporciona una gran resistencia a la tracción para soportar todas las cargas mecánicas y tensiones fisiológicas. También confiere resistencia a las proteasas.

## Estructura química

### Protocolágeno

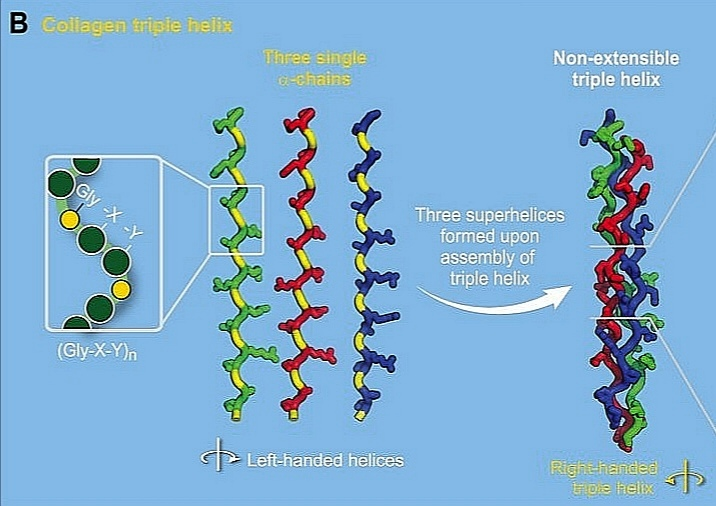
Cadenas alfa y Hélice de colágeno triple.

El Pre-procolágeno o Proto-colágeno (de proto= primero, más antiguo componente), es la denominación de las cadenas peptídicas largas, denominadas cadena alfa (cadena-A, cadena Pre-A).
 Las cadenas-A varían en tamaño, según la especie, desde 662 a 3.177 aminoácidos (aa).
| Cadena alfa (A).               | Especie      | Número de aminoácidos | Peso de la molécula |
| A1, colágeno tipo X (COL10A1). | Bos taurus   | 674 aa                | 65.546 Da           |
| A1, colágeno tipo VI (col6a1). | Danio rerio  | 1.007 aa              | 107.464 Da          |
| A1, colágeno tipo I (COL1A1).  | Homo sapiens | 1.464 aa              | 138.911 Da          |
| A3, colágeno tipo VI (COL6A3)  | Sus scrofa   | 1,673 aa              | 181.699 Da          |
| A3, colágeno tipo VI (COL6A3). | Homo sapiens | 3.177 aa              | 343.669 Da          |

Proto-colágeno (Proto-Col) es una larga secuencia repetitiva de tripletes de aminoácidos Gly-aaX-aaY, es decir cada tres aminoácidos uno es glicina (Gly) y los otros habitualmente son prolina (Pro) y lisina (Lys). En Proto-Col los aa prolina y lisina no han sido hidroxilados aún.

Proto-Col es precursor del procolágeno. La cadena de la molécula Proto-Col o cadena alfa es asociada a otras mediante la acción de la enzima P4H Prolil 4-hidroxilasa transmembrana, la unión de varias de estas cadenas, da origen una molécula mayor denominada Procolágeno.

### Procolágeno
El pro-colágeno (Pro-Col) es precursor en el proceso. de la biosíntesis del tropocolágeno. 
La unión de las tres cadenas alfa (cadena-A), en una molécula más grande denominada Procolágeno de peso mayor a 3.000 Daltons fue activada por la acción de la enzima  Prolil 4-hidroxilasa transmembrana (P4H). 
Pro-Col está formado por tres cadenas alfa polipeptídicas. Estas moléculas poseen dos dominios: uno helicoidal central y otros dos en ambos extremos denominados propéptido y telopéptido. 

El Pro-Col es una cadena triple rica en glicina, prolina, hidroxiprolina, e hidroxilisina, cada una de las cadenas consta de una larga secuencia de repeticiones de tripletes Gly-aaX-aaY, donde aaX y aaY son a menudo prolina (Pro, P) e hidroxiprolina (Hyp, O). 

El aminoácido más pequeño, la glicina (Gly), puede orientarse hacia la parte interior de la triple hélice y, al mismo tiempo, permitir una asociación estrecha de las tres cadenas.

Los colágenos formadores de fibrillas, contienen un dominio colagenoso central ininterrumpido como parte principal del polipéptido, flanqueado por dominios NC relativamente cortos, los telopéptidos y propéptidos N-terminales y C-terminales.

### Tropocolágeno
El Tropocolágeno está formado por unidades polipeptídicas: tres cadenas alfa  ordenadas.

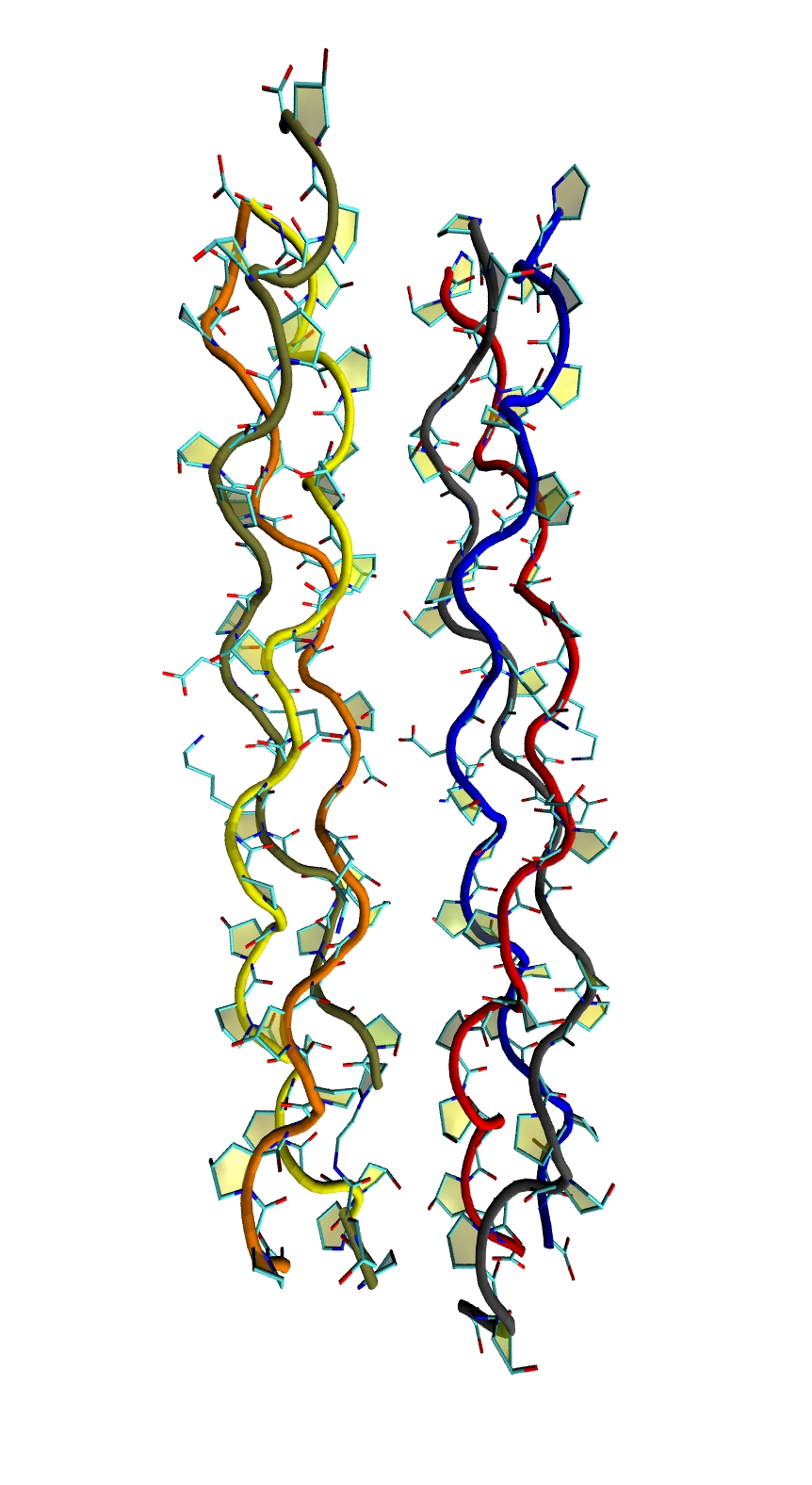
Dos Tropocolágenos formados por hélices triples. Tres cadenas alfa en cada uno.

 La triple hélice de colágeno (alfa, α o A) fue objeto, en pasos enzimáticos anteriores, de extensas modificaciones postraduccionales (PTM), como hidroxilación, glicosilación y fosforilación. 
La triple hélice de colágeno es una estructura que otorga una característica distintiva común a todos los colágenos.
La triple hélice, está formada por tres cadenas polipeptídicas pre-alfa entrelazadas. Es rica en glicina, prolina, hidroxiprolina, e hidroxilisina, cada una de las cadenas consta de una larga secuencia repetitiva de tripletes Gly-aaX-aaY, donde aaX e aaY son por lo común los aminoácidos prolina (Pro, P) e hidroxiprolina (Hyp, O).
Está formado por un haz dextrógiro de tres hélices paralelas de tipo «poli-prolina II» (PPII), cada una de giro levógiro.

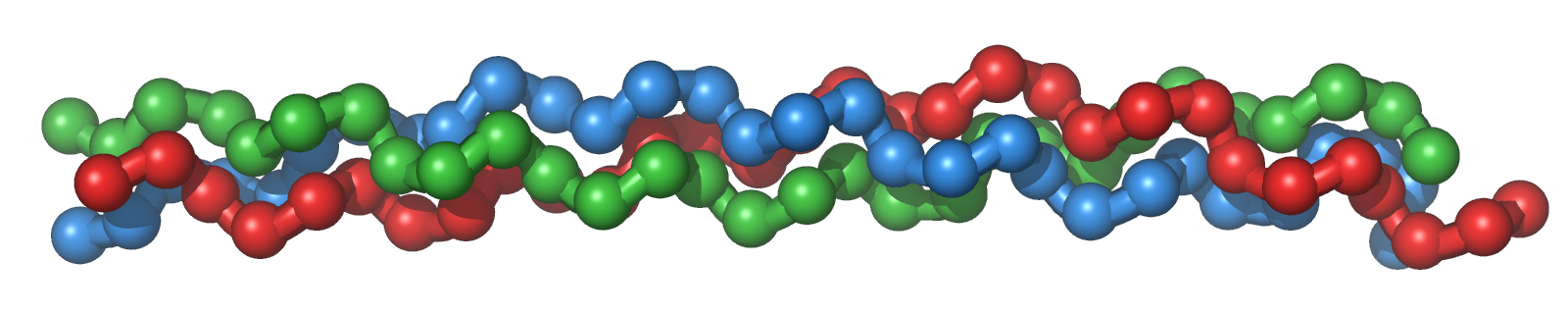
Triple hélice

Al enrollarse las tres hélices para formar la triple hélice de colágeno lo hacen de forma dextrógira. Es decir, la triple hélice de colágeno es una hélice dextrógira formada por tres hélices levógiras.
No están tan enrolladas como los muy conocidos motivos hélices alfa, sino que son hélices más extendidas o alargadas. La hélice del colágeno contiene tres aminoácidos por vuelta, mientras que la hélice alfa contiene 3,6 aminoácidos.
Una característica de estas estructuras es la composición en cuanto a aminoácidos, que sigue el mismo patrón Gly-aaX-aaY-Gly-aaX-aaY etc. en todas las cadenas. X e Y son cualquier aminoácido (aa), aunque mayoritariamente son prolina, hidroxiprolina y en menor proporción lisina. La glicina (Gly) es el aminoácido más pequeño y el único capaz de colocarse dentro de la hélice (en la zona de contacto entre las 3 cadenas que forman la hélice triple), los demás siempre hacia afuera. La hélice la favorecen los más pequeños.
Una vez ensamblada a partir de tres cadenas alfa (α) superhelicoidales, la triple hélice de colágeno proporciona varios sitios distintos para unir macromoléculas a través de tres modos de motivos de unión (cadena α simple, α doble y α triple) con tres niveles adicionales de variaciones de estos modos (modo 1, 2 y 3).

## Estabilidad
La estabilidad se mantiene por los enlaces de hidrógeno entre el grupo amino de los enlaces peptídicos en los que participa la glicina y el carbonilo de cualquier enlace peptídico. Los enlaces se establecen tanto en cada hebra como entre hebras, por lo tanto son enlaces intermoleculares intercatenarios.
También contribuyen a la estabilidad las fuerzas de van der Waals, estas interacciones son de tipo físico (por atracción entre aminoácidos).
También se pueden formar enlaces covalentes entre restos de aminoácidos (Lys). Estos suelen ser entre cadenas, se forman de manera espontánea y se pueden destruir con el calor.

## Patología
El propéptido del extremo carboxiterminal (CP) o los propéptidos aminoterminales (NP) del colágeno tipo III (PIIICP, PIIINP) son removidos por enzimas de manera estequiométrica y por ello se consideran biomarcadores de la síntesis de colágeno.